# Belle et Sebastien (singolo)
Belle et Sebastien è un singolo discografico di Fabiana Cantini pubblicato nel 1982.

## Descrizione
Il brano è la sigla dell'anime omonimo scritta da Kazuko Wakaya, adattata in italiano da Stefano Jurgens, composta da Titine Schijvens e arrangiata da Shin'ichi Tanabe. La base è quella della sigla originale giapponese (mono), con l'aggiunta di alcune tastiere per dare un effetto stereo. Il brano vede la partecipazione del coro "I nostri figli" di Nora Orlandi.
La base musicale, originariamente composta per la versione giapponese Hashire! Jolie (1981), fu utilizzata anche per la versione portoghese Belle e Sebastião. Sul lato B è incisa la versione strumentale.
Entrambi i brani sono stati inseriti nella compilation TiVulandia successi n. 3 e in numerose raccolte.

## Tracce
Lato A
1. Belle et Sebastien – 2:47 (testo: Kazuko Wataya, Stefano Jurgens – musica: Titine Schijvens)

Lato B
1. Belle et Sebastien (strumentale) – 2:48 (musica: Titine Schijvens)